# Pettiboneia urciensis
Pettiboneia urciensis é uma espécie de anelídeo pertencente à família Dorvilleidae.
A autoridade científica da espécie é Campoy & San Martín, tendo sido descrita no ano de 1980.
Trata-se de uma espécie presente no território português, incluindo a sua zona económica exclusiva.